# Lophoictinia isura
El milano colicuadrado (Lophoictinia isura) es una especie de ave accipitriforme monotípica que pertenece a la familia Accipitridae. Es endémico de Australia.